# 沼地

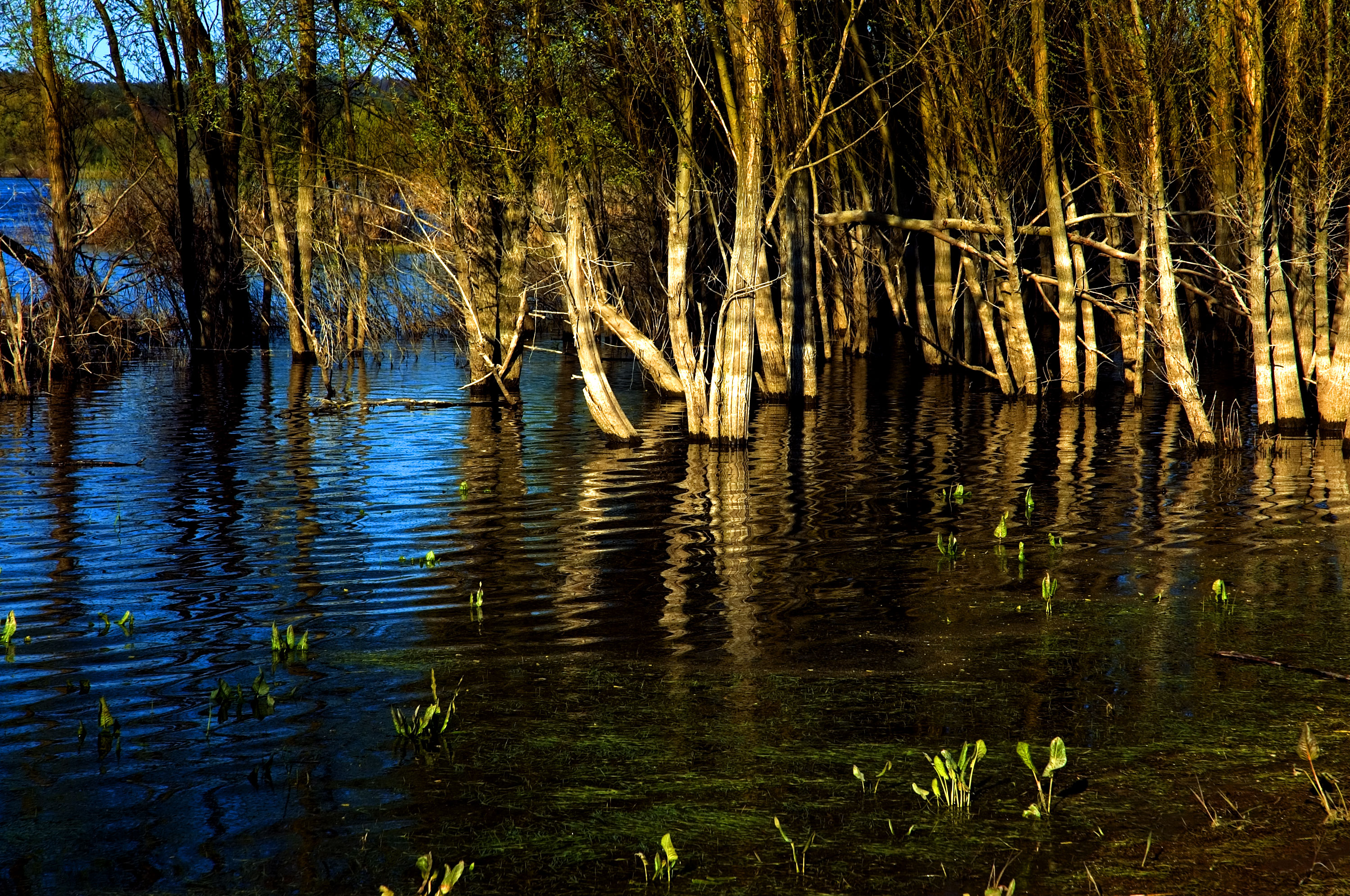
ドイツのエルベ湿地

沼地（ぬまち、英語: swamp）とは、一般的に泥の深い湿地を指している。ただし、英語での「沼」を意味する、bog（ボグ）、moor（ムーア）、fen（フェン）、peat bog 等のような明確な区分けはない。